# دویر المشایخ
دویر المشایخ (به عربی: دویر المشایخ) یک روستا در سوریه است که در ناحیه وادی العیون واقع شده‌است. دویر المشایخ ۶۹۲ نفر جمعیت دارد.